# Rise Above Records
Rise Above Records – brytyjska wytwórnia płytowa kierowana przez Lee Dorriana z Cathedral i Napalm Death. Specjalizuje się w doom i stonermetalowych zespołach.
Rise Above Records wydało płyty:
- Capricorns
- Cathedral
- Electric Wizard
- Firebird
- Goatsnake
- Grand Magus
- Last Drop, The
- Mourn
- Naevus
- Orange Goblin
- Pentagram
- Pod People
- Revelation
- Sally
- Sea of Green
- sHEAVY
- Shallow
- Sunn O)))
- Teeth of Lions Rule the Divine
- Unearthly Trance
- Witchcraft